# یاروسلاو پوسپیشیل
 یاروسلاو پوسپیشیل (انگلیسی: Jaroslav Pospíšil؛ زادهٔ ۹ فوریهٔ ۱۹۸۱) یک تنیس‌باز اهل جمهوری چک است. 